# Juan “El Gallo” Calderón
Juan “El Gallo” Calderón (Málaga, España, 21 de noviembre de 1936-Ciudad de México, 13 de diciembre de 2011) fue un periodista, locutor y productor de origen hispano-mexicano.

## Biografía
Nacido en Málaga el 21 de noviembre de 1936, a los tres años de edad llega con su familia a México refugiándose de la guerra civil española, se inicia en el mundo del espectáculo como asistente de artistas como "Capulina", Clavillazo y "Viruta". En la década de 1950 asciende a productor del programa "Variedades de medianoche" con el cómico Manuel "El Loco" Valdés.
En 1988 sustituyó a Guillermo Ochoa en la emisión nocturna Nuestro Mundo, ya que el titular se encontraba enfermo. Esto a sugerencia de Lolita Ayala. Juan se encontraba cubriendo un evento en Acapulco, cuando fue notificado que debía volver a la Ciudad de México para cumplir con esa sustitución. La participación fue del agrado de los directivos de Televisa, tanto por la forma de conducir, como por el respeto emitido hacia Ochoa, por lo que se le ofreció un programa para él, por lo que se le solicitó que integrara su equipo de trabajo. Lamentablemente, la conductora Lourdes Guerrero había enfermado y ya no podía hacerse cargo de la titularidad de Hoy Mismo, por lo que las emisiones de lunes a viernes quedaron a cargo de Guillermo Ortega Ruiz y las sabatinas por Juan Calderón. El nombre de Hoy Mismo desapareció a las pocas semanas y cambió su nombre por Fin de Semana, con la participación de Ana María Lomelí y Beatriz Arias en las noticias y Juan Dosal en los deportes. 
En 1988 forma parte del canal de noticias ECO como conductor de noticias y después como conductor de las secciones de entretenimiento. Al estar al aire toda la semana, la empresa le pidió a Calderón que dejara Fin de Semana para no saturar su imagen y permitirle descansar. Fin de Semana fue sustituido por el programa Este Domingo con Jorge Berrey, Marintia Escobedo, Juan Dosal, Toño de Valdés, Heriberto Murrieta, Rebeca De Alba e Isaura Espinosa en una ocasión. 
En 2000 es reconocido con Premio Nacional de Radio por su programa radiofónico "Las noches de El Gallo" el cual se mantuvo por 27 años al aire en la XEW. Fue también columnista de periódicos como El Universal, El Heraldo de México y TV y Novelas así como editor de Novedades. Hasta la fecha de su muerte fue locutor en Radio 13.
Fue el promotor de las señales de Telehit y Ritmo Son, sin embargo no continuó con ese proyecto y renunció a la televisora por falta de acuerdos con los directivos. 
En 1998 condujo el programa Pico de Gallo en TV Azteca al lado de Mercedes García Ocejo, fue transmitido en un horario de poco rating y tuvo una breve temporada. También Juan Calderón participó en el programa Hola México también de la televisora del Ajusco. 
Al poco tiempo, Jacobo Zabludovsky lo invitó a comer y le dijo que regresara a Televisa, ya que el jefe lo estimaba. Regresó a la XEW con su emisión "Las noches del Gallo", con la participación de Martha Rivera ("De San Cosme", así le decía Calderón). Este programa fue transmitido simultáneamente en Televisión a través del canal 108 de SKY. Los viernes tenía una hora adicional denominada "La hora de los chachalacos" junto con Guillermo Leal. 
Posteriormente, Calderón se cambió a la estación de AM Radio Trece de la familia Quiñones, en donde continuó con una emisión del mismo estilo junto con la periodista Angélica Trujillo. Este programa terminó su transmisión tras su fallecimiento. 
Frases como "ande usted", "fíjate tú..." caracterizaron su humor como conductor radiofónico.

## Premios y reconocimientos
- Premio Nacional de Radio en el año 2000.[1][3]

## Muerte
Falleció el 13 de diciembre de 2011 como consecuencia de cáncer.